# Chocolat
Chocolat är en amerikansk-brittisk romantisk dramakomedifilm från 2000 i regi av Lasse Hallström. Filmen är baserad på romanen med samma namn av Joanne Harris. Handlingen utspelar sig i en fransk by på 1950-talet. 

## Handling
Vianne (Juliette Binoche) kommer med sin dotter till en inskränkt fransk småstad där hon öppnar en chokladbutik. Byns borgmästare (Alfred Molina), som har stor makt över folket, anser att det är synd, men allt fler av stadens invånare börjar känna chokladens lockelse. Serge (Peter Stormare) är en kriminell caféägare, gift med Josephine (Lena Olin). Till staden kommer även Roux (Johnny Depp) på en flodbåt.

## Rollista i urval
- Juliette Binoche - Vianne Rocher
- Judi Dench - Armande Voizin
- Lena Olin - Josephine Muscat
- Peter Stormare - Serge Muscat
- Johnny Depp - Roux
- Alfred Molina - Comte De Reynaud
- Carrie-Anne Moss - Caroline Clairmont
- Leslie Caron - Madame Audel
- Hugh O'Conor - Pere Henri